# Желтовский, Василий Максимович
Василий Максимович Желтовский (1895—15 мая 1921) — сибирский крестьянин, один из руководителей антибольшевистского восстания в Западной Сибири.

## Биография
Родился в семье крестьянина в селе Желтовское Кугаевской волости Тобольского уезда. Участник Первой мировой войны, фельдфебель.
В начале 1921 г. служил делопроизводителем военкомата Кугаевской волости и имел середняцкое крестьянское хозяйство. Возможно, принадлежал к партии социалистов-революционеров (эсеров). Супруга — Елизавета Желтовская.

## Повстанческая деятельность
Во время крестьянского восстания в начале 1921 года стал одним из главных военных руководителей повстанцев Тобольского уезда. 21 февраля Народная повстанческая армия заняла Тобольск, и он стал фактическим руководителем («начальником гарнизона») города. На следующий день было выпущено «Обращение к гражданам» за его подписью:
 Обращение командования Северного отряда Народной повстанческой армии к гражданам Тобольска и его уезда
г. Тобольск, 22 февраля 1921 г.
Мы, крестьяне-пахари, идем за права человека и гражданина свободной Сибири, идем за освобождение порабощенных игом коммунизма братьев деревни и города. Наша задача — уничтожить коммунизм, заливший нашу родину-мать кровью сынов её, трудовое народное достояние наше захвативший на разорение и разграбление, обращавший вольного гражданина в раба. Трудна борьба с насильниками, но мы идем за правое дело. Мы — народ, и мы победим.
Призывая во имя настрадавшейся нашей дорогой родины, мы, сыны её, зовем вас — крестьян, рабочих, солдат, офицеров, весь родной народ! Идите с нами на угнетателей-коммунистов, помогайте нам, несите все, что может пригодиться в борьбе за возрождение. Пришла пора покончить расчет с негодяями — подлыми разбойниками, дерзнувшими говорить нам от имени трудового крестьянства и рабочих, сулив нам небесные сказочные блага. Идите же, время не ждет. Кто спит — проснись, положи конец насилию и произволу. Да живет свободная Сибирь!
Запись добровольцев и прием разного рода оружия, снаряжения и обмундирования производятся в военном штабе (ул. Свободы, д[ом] Корнилова), в уезде — в сельсоветах.
Уполномоченный отрядом Народной армии В. Желтовский
Начальник штаба Козлов

Взятие города открывало повстанцам путь на север, к Сургуту и Обдорску. Приказом № 8 от 24 февраля начал мобилизацию мужчин 18-35 лет (неуспешную). 25 февраля в Тобольске прошли выборы в крестьянско-городской Совет.
Под ударами РККА 8 апреля город был оставлен, Народная повстанческая армия начала отступление на север.
Василий Максимович Желтовский со своим штабом погиб 15 мая 1921 года в бою близ с. Самарово (ныне район города Ханты-Мансийска).